# Amerikansk saxnäbb
Amerikansk saxnäbb (Rynchops niger) är en vadarfågel i familjen måsfåglar. Saxnäbbar är unika i att ha längre näbbunderhalva än överhalva. Detta är en anpassning till dess speciella sätt att födosöka, genom att flyga lågt över vattenytan med näbbunderhalvan i vattnet på jakt efter fisk.

## Kännetecken
Saxnäbbarna är sjöfåglar som påminner om tärnor till utseendet, men näbbens undre halva är unikt längre än den övre. Unikt är också pupiller som drar ihop sig till en smal vertikal skåra vid starkt ljus, likt de hos katter.
Amerikansk saxnäbb liknar i övrigt den indiska och afrikanska saxnäbben med svart ovansida, vit undersida och vit panna. Den är dock större än båda och har dessutom svart längst ut på den röda näbben. På ovansidan av de svarta vingarna syns en vit eller grå vingbakkant och stjärten är antingen sotfärgad eller vit med svart mitt, beroende på underart. Utanför häckningstid får den ett vitt halsband. Könen är lika, men hanen avsevärt större än honan.

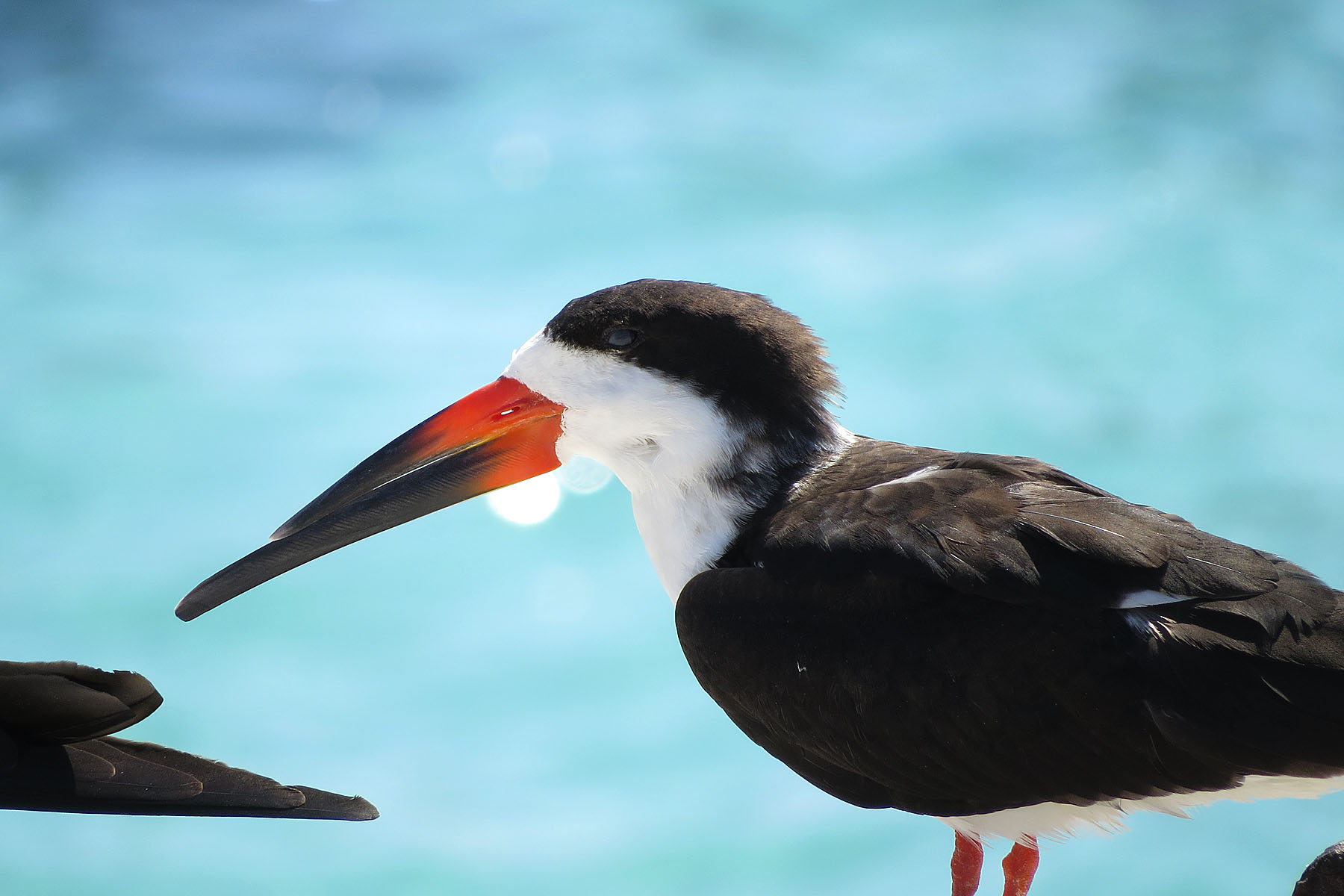
Adult i sommardräkt i Florida.

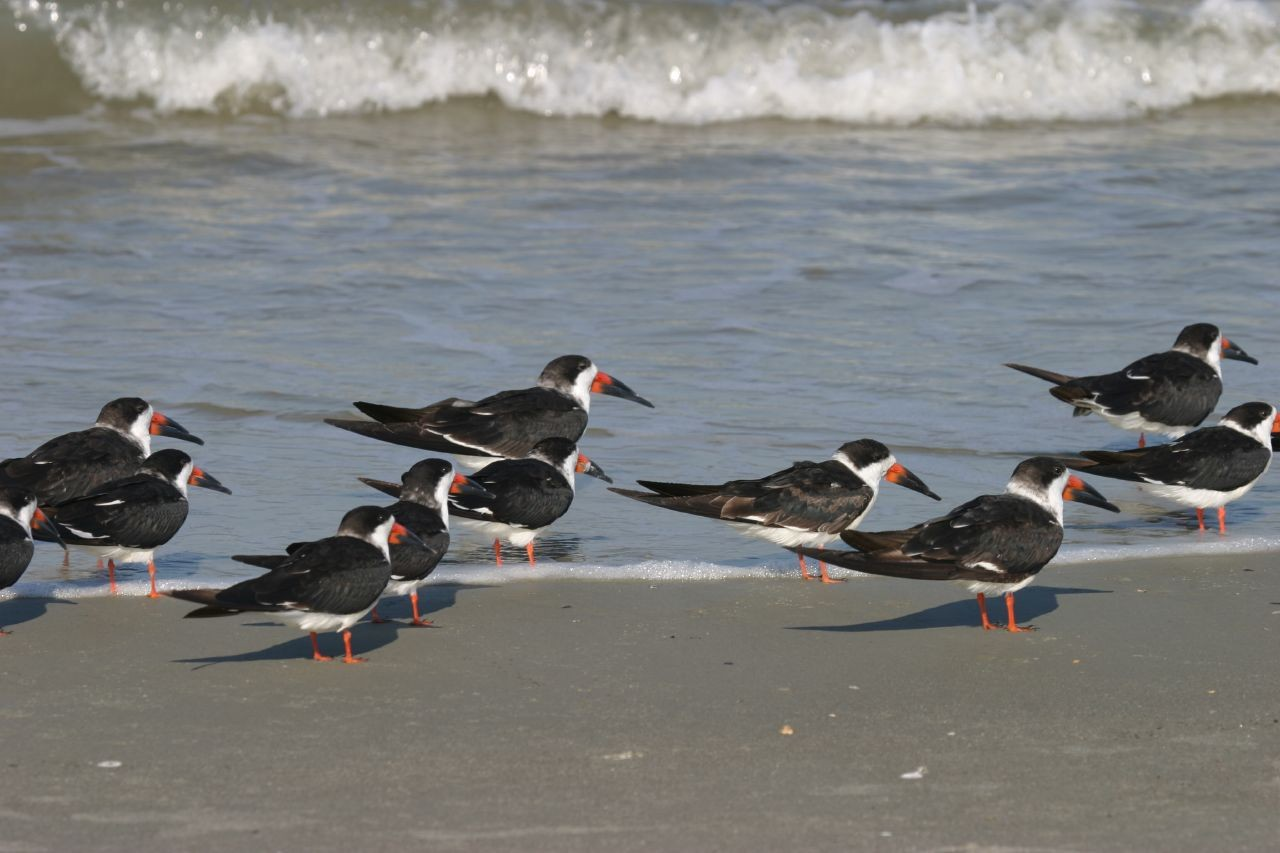
Flock i vinterdräkt.

Lätet är ett mjukt och nasalt skall, "yep" eller "yip".

## Utbredning och underarter
Amerikansk saxnäbb delas in i tre distinkta underarter med följande utbredning:
- Rynchops niger niger – häckar utmed USA:s och Mexikos kuster; övervintrar så långt söder som Panama.
- Rynchops niger cinerascens – förekommer vid kuster och floder från norra Sydamerika till Bolivia och nordvästra Argentina.
- Rynchops niger intercedens – förekommer från östra Brasilien till Paraguay, Uruguay och nordöstra Argentina.

Fågeln är en tillfällig gäst i Kanada, Bermuda och i Västindien Amerikanska Jungfruöarna, Brittiska Jungfruöarna, Jamaica och Grenada.

## Levnadssätt
Amerikansk saxnäbb återfinns på öppna sandiga stränder, på grus- eller skalbankar med sparsam växtlighet eller på drivved i saltvattensträsk. Den är en mycket social art, både under häckningen och andra tider på året.

### Föda
Saxnäbben har ett mycket speciellt att födosöka på. Den flyger lågt över vattenytan med den längre nedre näbbhalvan nere i vattnet på jakt efter småfisk. Eftersom den använder känsel kan den söka föda även i skymning, gryning och till och med nattetid. Födan består av småfisk (upp till 12 cm) som sill, äggläggande tandkarpar, multfiskar och kantnålar, men även små kräftdjur.

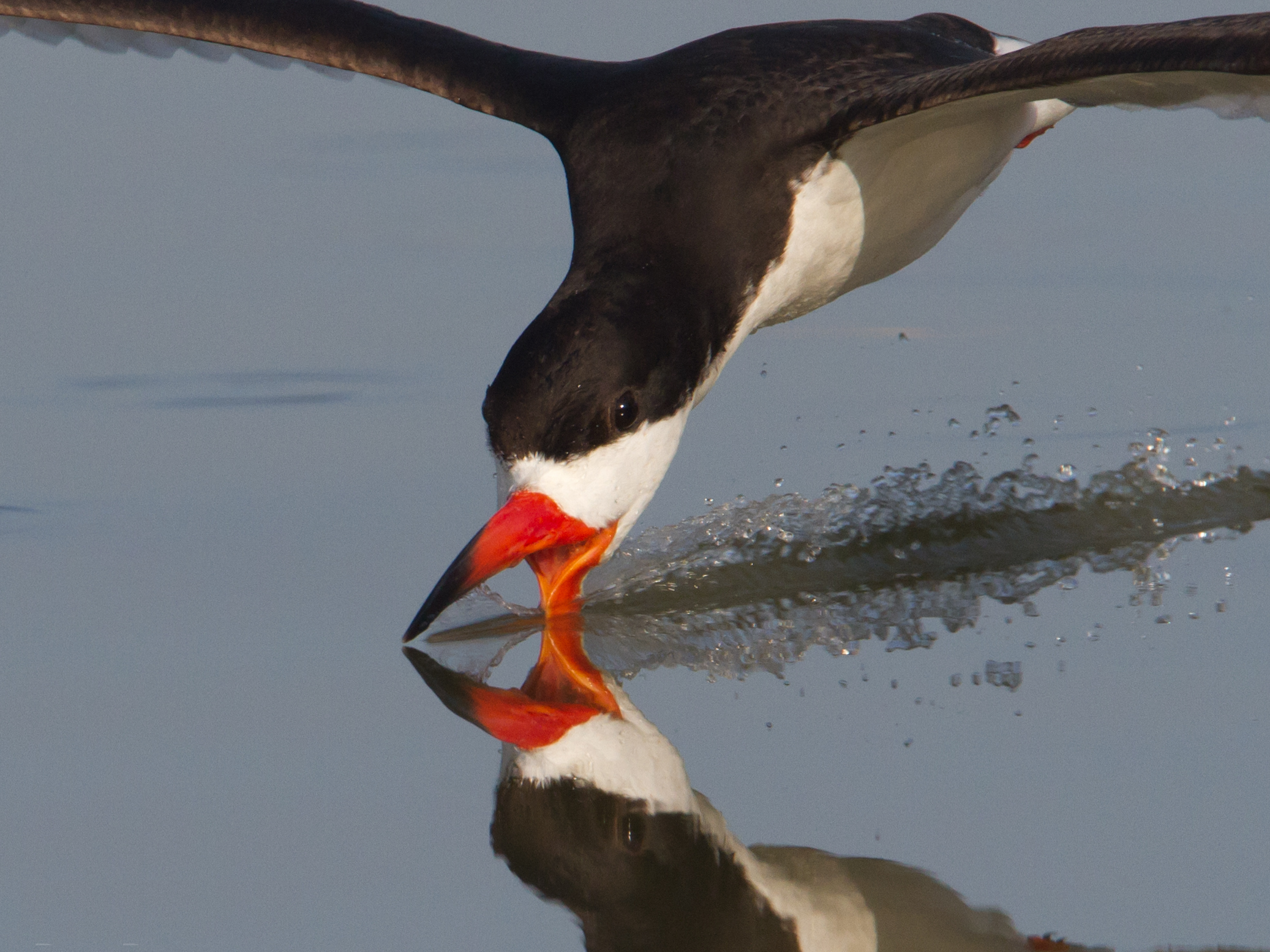
Födosökande.

### Häckning
Fågeln häckar i kolonier, ofta med andra måsfåglar som sotvingad mås, fisktärna, sandtärna och amerikansk småtärna. Boet är en uppskrapad grop i marken. Den ruvar äggen i 21-25 dagar. 28-30 dagar efter kläckning är ungarna flygkunniga. Ungarna föds med lika långa näbbhalvor, men redan efter fyra veckor är den undre ett par centimeter längre än den övre.

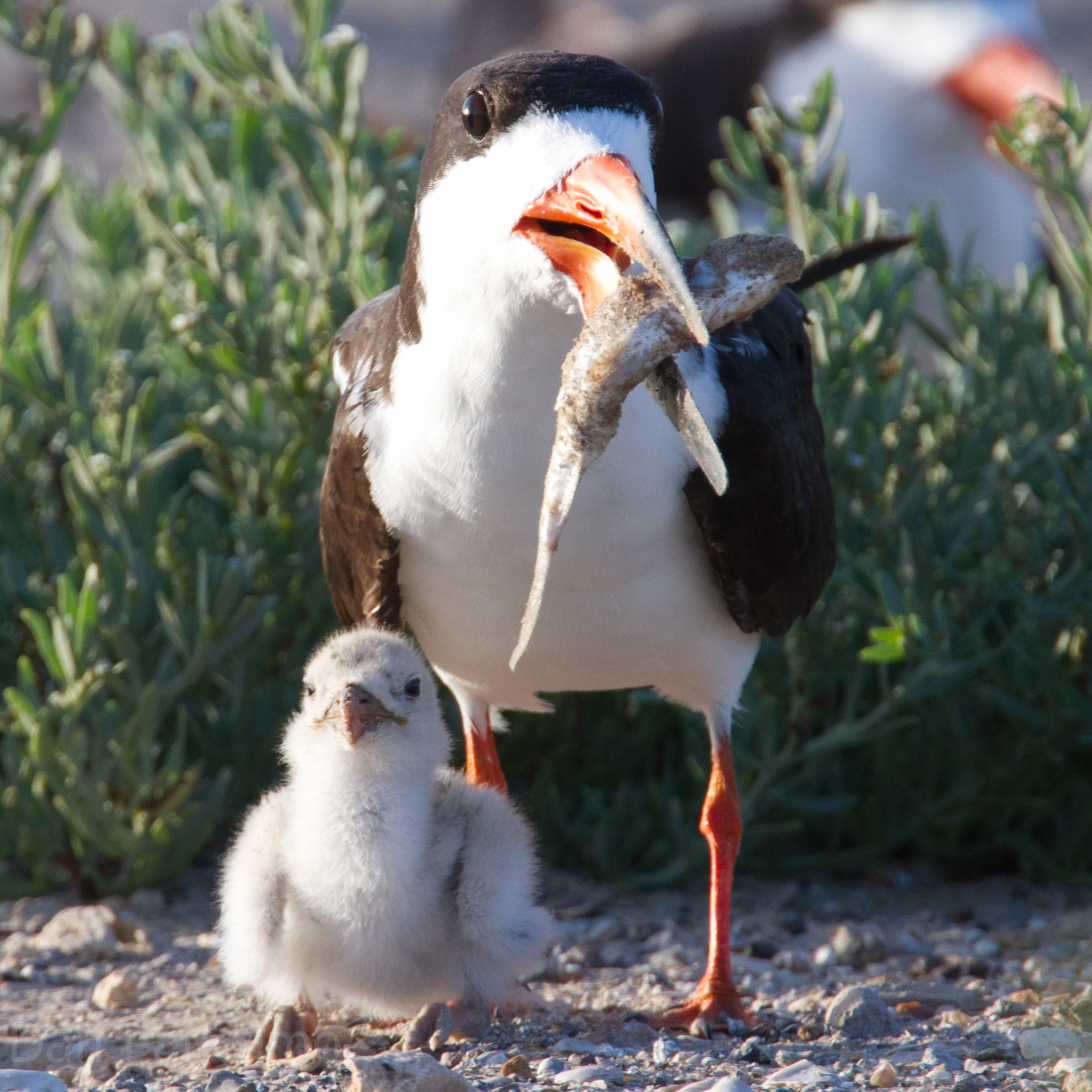
Adult som matar sin unge.

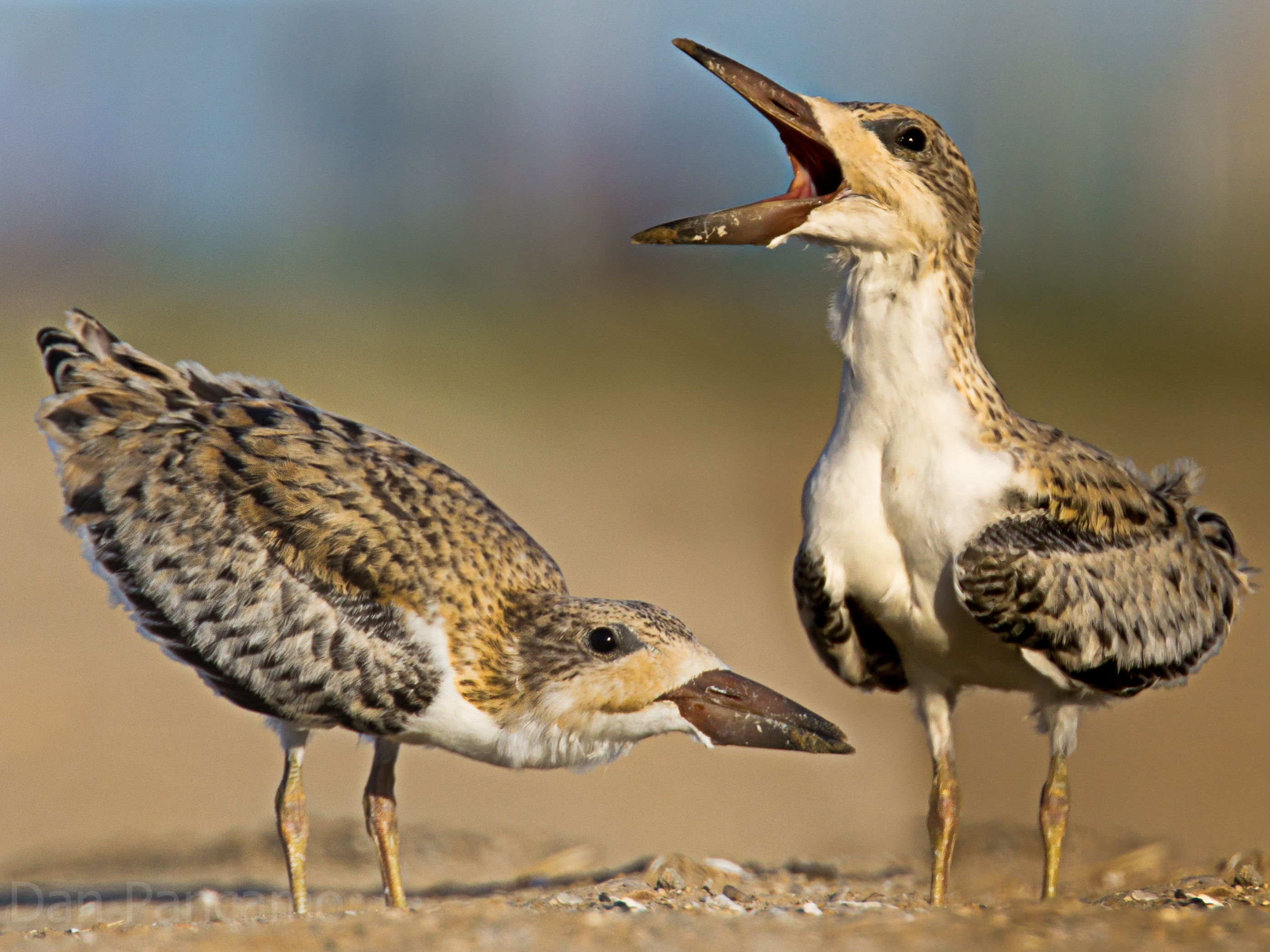
Juveniler.

## Status och hot
Arten har ett stort utbredningsområde och en stor population som dock minskar i antal, dock inte tillräckligt kraftigt för att den ska betraktas som hotad. IUCN kategoriserar därför arten som livskraftig (LC).